# Црква Покрова Пресвете Богородице у Београду
Црква Покрова Пресвете Богородице у Београду је српска православна црква, саграђена на Звездари, на простору између Црвеног крста, Ђерма и Цветка. Припада Београдско-карловачкој архиепископији. Представља непокретно културно добро као споменик културе.

## Покров Пресвете Богородице
Црква прославља Пресвету Богородицу као покровитељку и заштитницу хришћана, која својим молитвама умилостивљава Бога према хришћанском роду, помаже појединцима и народима у рату и миру, и било где у невољама.

## Историјат градње
У периоду између два светска рата, због великог прилива становништва, од 1921-1931 број становника Београда се удвостручио, и јавила се потреба за изградњом нових храмова. Подручје од "Цветкове механе" па све до Црвеног Крста, тада познато као Насеље Краља Александра, није имало цркву и православно становништво је захтевало изградњу православне цркве, обданишта "Дом мајке Јевросиме" и женског манастира. Тадашњи Патријарх Димитрије је одобрио фонд за изградњу, а после његове смрти, Патријарх Варнава наставља пројекат изградње. Радови су завршени пре 1. октобра 1933, и првог дана храмовне славе, на Покров Пресвете Богородице 14. октобра 1933. године, викарни Епископ Викентије Вујић је извршио освећење цркве по благослову Патријарха Варнаве. Први старешина цркве био је протојереј Илија Савковић, до смрти 1940. Црква је 1936. добила део моштију св. Козме и Дамјана, који су се у једном ранијем периоду налазили у Пећкој патријаршији.
Испред цркве се 1930-тих недељом, када су свадбе, окупљао велики број деце "беспризорних", не би ли добили нешто од кума (било је предвиђено да се овај стари обичај укине у Београду у првој недељи после Ускрса 1941). Црква и ближа околина нису биле оштећене током ратних разарања у Другом светском рату.
Одлуку о градњи храма убрзала је чињеница да је у том крају Београда Римокатоличка црква, са тадашњом својом прозелитском политиком, градила привремену капелу и станове за своје свештенике, па се ту ускоро подиже и садашњи храм светом Антуну Падованском. Фрањевци су посећивали српске домове у целој околини, делећи крстиће и мале кипове св. Антуна, прикупљајући прилоге за довршење свога храма. Народ се одазивао и колико год је могао прилагао. У 
Покровској цркви, један од три олтара је посвећен Светом Антонију Великом - као пандан Светом Антуну Падованском. Владика Николај Велимировић је редовно обилазио радове при градњи храма.

## Архитектура цркве
Према сугестијама Патријарха Варнаве црква је замишљена у скромном монашком стилу, јер је према првобитној идеји то требало да буде црква женског манастира. Изградња је поверена архитекти Момиру Коруновићу, али је захтевано да постојећа зграда на купљеном имању остане таква каква јесте, а да се на источној страни дода олтар и централно кубе, а на западној звонара са канцеларијама и крстионицом. Згради, која је раније служила као радионица шешира, је додато кубе са стубовима, као и олтарска апсида, задржани су северни и јужни зидови и део грађевине на западу. Додати су лукови и стубови, звоник је најпре само прислоњен уз западни зид што је касније измењено, додате су две канцеларије, крстионица и степениште за хор.

## Ентеријер
Првобитни иконостас, израђен од бетона, осликао је академски сликар Живорад Настасијевић, али је он срушен и на његово место је 1973. године постављен нови, у дуборезу. Направио га је Цветан Николовски из Охрида. Иконе овог иконостаса осликао је професор Милован Арсић, академски сликар, као и храмовне фреске и мозаике на спољним зидовима. Фрескопис је рађен у ал фреско техници, на три слоја малтера са фреско пигментима и покрива све унутрашње зидне површине храма чинећи јединствену фреско целину од око 700 m2 сликане површине. Фон на свим фрескама је у „златном океру“ и зеленој боји. На кубету где је приказан Христос Пантократор у кружној - крстастој оријенталној композицији Логоса, уочава се извесна измена традиционалне шеме у слободи композиције и теме. На површинама кубета, између прозора, насликани су српски светитељи са својим задужбинама у рукама: Стефан Немања као Свети Симеон Мироточиви са Студеницом, Свети Сава са Хиландаром, Свети Арсеније Сремац са црквом Светих Апостола у Пећи, Стефан Првовенчани са Жичом, краљ Милутин са Грачаницом, Стефан Дечански са Дечанима, архиепископ Данило ИИ са Богородичином црквом у Пећи и кнез Лазар са Лазарицом. Поред ових осам фигура, од којих је свака је преко 4 метра висине, постоје још две које су насликане на западном зиду наоса: краљ Драгутин са црквом у Ариљу, деспот Стефан Лазаревић са Манасијом и стиховима своје песме Слово љубве и поворком српских архијереја у олтарској апсиди, и заједно чине јединствену галерију портрета српских светитеља.
У храму се налази и икона Пресвете Богородице која је копија иконе Мајке Божије из Пећке Патријаршије за коју се верује да је осликао Свети апостол Лука. Чувана је у манастиру Светог Саве Освећеног у Јерусалиму, и њу је у Србију донео Свети Сава. Верује се да има исцељујуће моћи.
У храму се одржавају часови веронауке и духовне трибине, а постоји и школа појања.